# Reza Naiyeer
Reza Naiyeer (perzsául رضا نير) fiktív karakter a 24 című televíziós sorozat 2. évadában, akit Phillip Rhys angol színész játszik.

## Szereplése
Reza egy londoni üzletember, aki most Amerikában él, és Bob Warner cégének dolgozik. Ezen a napon akarja elvenni a főnöke lányát Mary-t.
Kate Warner, Mary testvére, magánnyomozót fogad, hogy kutasson Reza után, hogy letisztázza, mert neki gyanús. A magánnyomozó szerint Reza valószínűleg terrorista, és együttműködik a híres terroristával Syed Alival.
Közben a magánnyomozónak jelentenie kell Reza gyanús tevékenységét a CTU-nak, akik kiküldik ügynökeiket a házhoz, és Tony kifaggatja Rezát, aki az apa Bob Warner ellen vall, miután Tony megzsarolja, hogy bilincsben viszi ki őt a szülei elé, az esküvője napján.
Reza ezek után együttműködik a CTU-val, és kiderül, hogy az ő bankszámláján keresztül jutott el pénz Syed Alihoz. Közben Bob is tisztázza magát, és összefognak, hogy tisztázzák magukat. Reza laptopjáról kiderül, hogy az irodájában van. Ekkor rájön Reza, hogy az egyetlen lehetséges ember, aki ezt tehette, a saját menyasszonya, Mary, Bob lánya. Mary ott vár rá az ajtó előtt, és Reza rájön, hogy a 2 CTU-s ügynököt, aki az ajtó előtt vigyázott rá, Mary megölte. Ekkor Mary Reza-ra emeli a fegyvert és megöli a saját vőlegényét.